# Linzeux
Linzeux település Franciaországban, Pas-de-Calais megyében. Lakosainak száma 172 fő (2022. január 1.). Linzeux Œuf-en-Ternois, Blangerval-Blangermont, Fillièvres, Guinecourt és Willeman községekkel határos.

## Népesség
A település népességének változása:
| Lakosok száma | 166  | 158  | 159  | 153  | 159  | 165  | 171  | 171  | 172  |
|               | 2013 | 2015 | 2016 | 2017 | 2018 | 2019 | 2020 | 2021 | 2022 |